# Kit Carson (Kolorado)
Kit Carson – miasto w Stanach Zjednoczonych, w stanie Kolorado, w hrabstwie Cheyenne.